# Isole di Gorbunov
Le isole di Gorbunov (in russo: Острова Горбунова, ostrov Gorbunova) sono due isole russe nell'Oceano Artico che fanno parte dell'arcipelago della Terra di Francesco Giuseppe.

## Geografia
Le isole di Gorbunov si trovano nella parte orientale della Terra di Francesco Giuseppe; sono 2 isole, situate lungo la costa della Terra di Wilczek, poco a nord del golfo di Helena Gould (залив Елены Гульд, zaliv Eleny Gul'd). L'isola settentrionale e la più grande tra le due è di forma allungata con una lunghezza massima di 700 m, mentre la più piccola è rotondeggiante con un diametro di 500 m. L'altezza massima raggiunge appena gli 8 m s.l.m. su una roccia dell'isola maggiore. 
Il territorio è prevalentemente sabbioso, quasi del tutto libero dal ghiaccio.
L'isola è così chiamata in onore dell'idrobiologo e zoologo sovietico Grigorij Petrovič Gorbunov

## Isole adiacenti
- Terra di Wilczek (Земля Вильчека, Zemlja Vil'čeka), a ovest.